# Myospila angustifrons
Myospila angustifrons är en tvåvingeart som först beskrevs av Malloch 1922.  Myospila angustifrons ingår i släktet Myospila och familjen husflugor. Inga underarter finns listade i Catalogue of Life.